# Prefontaine Classic 2021
Prefontaine Classic 2021 – 46. edycja międzynarodowego mityngu lekkoatletycznego, który odbył się 21 sierpnia 2021 roku na Hayward Field w Eugene. Zawody były ósmą odsłoną prestiżowej diamentowej ligi w sezonie 2021.

## Program mityngu
Źródło: omegatiming.com.
| Godzina | Konkurencja    |
| ------- | -------------- |
| 12:32   | Trójskok       |
| 13:03   | Bieg na 800 m  |
| 13:33   | Bieg na 200 m  |
| 13:54   | Pchnięcie kulą |
| 13:56   | Bieg na 2 mile |
| 14:37   | Bieg na 100 m  |
| 14:52   | Bieg na milę   |

| Godzina | Konkurencja                   |
| ------- | ----------------------------- |
| 12:43   | Skok o tyczce                 |
| 12:57   | Skok wzwyż                    |
| 13:12   | Bieg na 3000 m z przeszkodami |
| 13:41   | Bieg na 100 m                 |
| 13:48   | Bieg na 800 m                 |
| 14:12   | Bieg na 1500 m                |
| 14:24   | Bieg na 400 m przez płotki    |
| 14:45   | Bieg na 200 m                 |

## Wyniki
| – rekord świata \| – najlepszy wynik na listach światowych w sezonie \| – rekord kontynentu \| – rekord kraju \| – rekord życiowy · – najlepszy wynik w sezonie \| – rekord mityngu \| - rekord Diamentowej Ligi |

### Mężczyźni
| Konkurencja    | 1. miejsce         | Rezultat | 2. miejsce       | Rezultat | 3. miejsce        | Rezultat |
| Bieg na 100 m  | Andre De Grasse    | 9,74     | Fred Kerley      | 9,78     | Ronnie Baker      | 9,82     |
| Bieg na 200 m  | Noah Lyles         | 19,52    | Kenneth Bednarek | 19,80    | Josephus Lyles    | 20,03    |
| Bieg na 800 m  | Marco Arop         | 1:44,51  | Ferguson Rotich  | 1:45,02  | Emmanuel Korir    | 1:45,05  |
| Bieg na milę   | Jakob Ingebrigtsen | 3:47,24  | Stewart McSweyn  | 3:48,40  | Timothy Cheruiyot | 3:51,17  |
| Bieg na 2 mile | Joshua Cheptegei   | 8:09,55  | Selemon Barega   | 8:09,82  | Paul Chelimo      | 8:09,83  |
| Trójskok       | Pedro Pichardo     | 17,63    | Fabrice Zango    | 17,12    | Donald Scott      | 17,03    |
| Pchnięcie kulą | Ryan Crouser       | 23,15    | Darlan Romani    | 21,69    | Joe Kovacs        | 21,94    |

### Kobiety
| Konkurencja                   | 1. miejsce            | Rezultat | 2. miejsce              | Rezultat | 3. miejsce       | Rezultat |
| Bieg na 100 m                 | Elaine Thompson-Herah | 10,54    | Shelly-Ann Fraser-Pryce | 10,73    | Shericka Jackson | 10,76 =  |
| Bieg na 200 m                 | Mujinga Kambundji     | 22,06    | Gabrielle Thomas        | 22,11    | Dina Asher-Smith | 22,19    |
| Bieg na 800 m                 | Athing Mu             | 1:55,04  | Kate Grace              | 1:57,60  | Natoya Goule     | 1:57,71  |
| Bieg na 1500 m                | Faith Kipyegon        | 3:53,23  | Linden Hall             | 3:59,73  | Josette Norris   | 4:00,07  |
| Bieg na 400 m przez płotki    | Dalilah Muhammad      | 52,77    | Shamier Little          | 53,79    | Gianna Woodruff  | 54,20    |
| Bieg na 3000 m z przeszkodami | Norah Jeruto          | 8:53,65  | Courtney Frerichs       | 8:57,77  | Hyvin Kiyeng     | 9:00,05  |
| Skok wzwyż                    | Iryna Heraszczenko    | 1,98 =   | Vashti Cunningham       | 1,98     | Kamila Lićwinko  | 1,90     |
| Skok o tyczce                 | Katie Nageotte        | 4,82     | Holly Bradshaw          | 4,72     | Olivia Gruver    | 4,52     |

## Rekordy
Podczas mityngu ustanowiono 5 krajowych rekordów w kategorii seniorów:
| Zawodnik              | Reprezentacja     | Konkurencja                   | Rezultat |
| --------------------- | ----------------- | ----------------------------- | -------- |
| Jakob Ingebrigtsen    | Norwegia          | bieg na milę                  | 3:47,24  |
| Elaine Thompson-Herah | Jamajka           | bieg na 100 m                 | 10,54    |
| Athing Mu             | Stany Zjednoczone | bieg na 800 m                 | 1:55,04  |
| Gianna Woodruff       | Panama            | bieg na 400 m przez płotki    | 54,20    |
| Courtney Frerichs     | Stany Zjednoczone | bieg na 3000 m z przeszkodami | 8:57,77  |